# Chris Meeuwisse

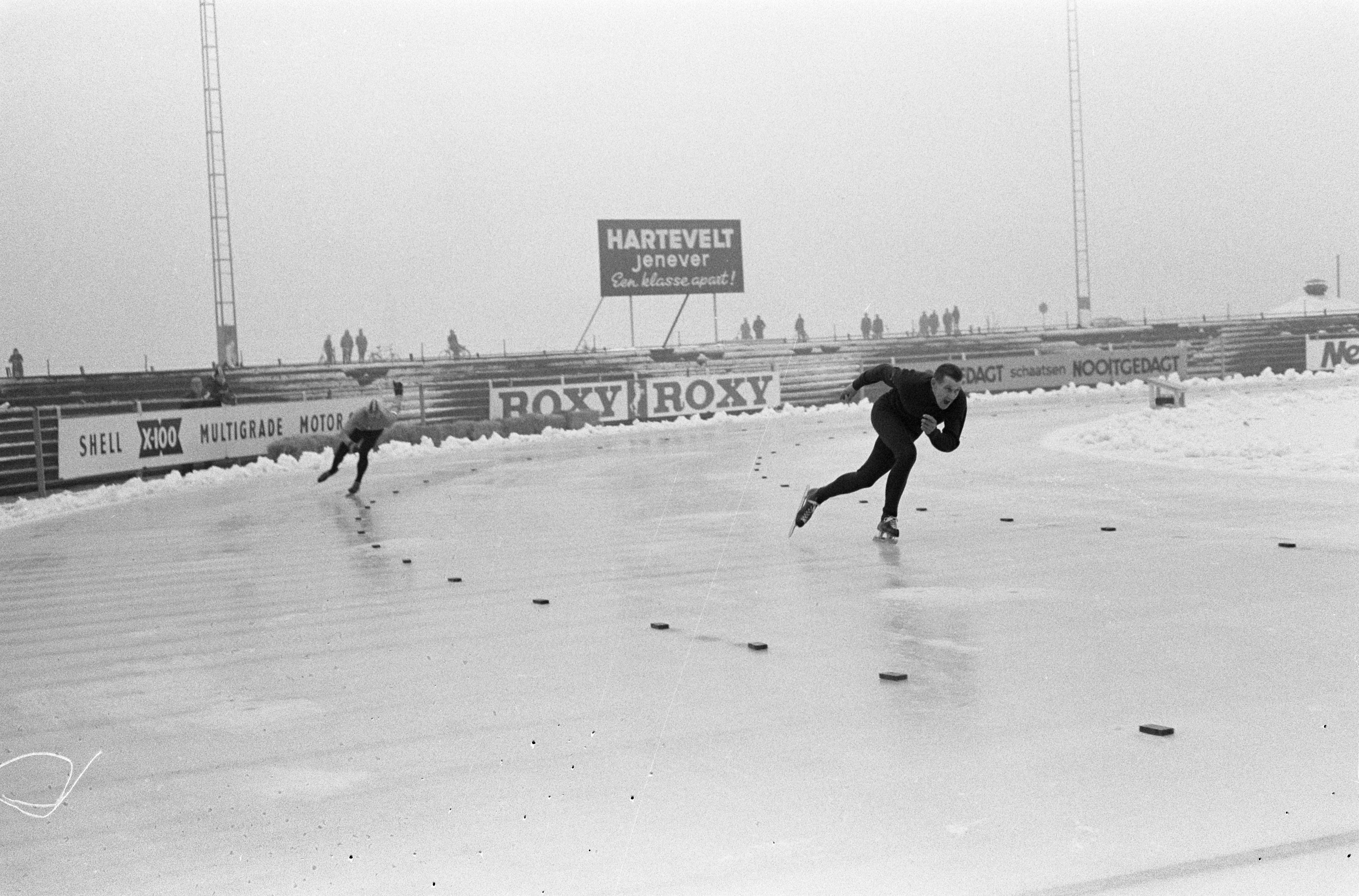
Tweedaagse schaatslandenwedstrijd te Deventer, 21 december 1962, tussen Italie en Nederland, Meeuwisse (rechts) tegen De Riva (Italie) op de 500 meter.

Chris Meeuwisse (9 februari 1938 - 24 juli 2011) was een Nederlands schaatser. Hij is vooral bekend geworden door in 1961 te "deserteren" uit de kernploeg, om de Elfstedentocht te gaan schaatsen. In 1962 en 1963 behaalde hij een 2e en 3e plaats op het Nederlandse kampioenschappen schaatsen allround mannen. Hij vertegenwoordigde Nederland in die jaren op het EK en WK.
Meeuwisse had het schaatsen geleerd van zijn broers op sloten en vaarten. Zijn kennis en praktijkervaring bracht hij later over aan anderen, toen hij als trainer aan de slag ging bij Hardrijvereniging Den Haag-Westland. Naast schaatstrainingen, gaf hij skeelertrainingen in Poeldijk en Rijswijk.
Jarenlang was hij op de Weissensee waar hij een heel peloton recreanten na 200 km over de finish bracht. Een val op diezelfde Weissensee maakte een einde aan zijn schaatscarrière. Chris Meeuwisse overleed op 24 juli 2011.
Om te trainen ging hij regelmatig hardlopen met een groepje vrienden vanuit de Houtrusthallen, die in 2000 werden afgebroken. De groep vrienden werd steeds groter. In de maand december, tegen de tijd dat iedereen een goede schaatsconditie had, organiseerden zij de Meeuwen Makrelen Loop over 10 mijl (16.9km).